# Stazione di San Giorgio (Sassari)
La stazione di San Giorgio è una fermata ferroviaria in disuso situata nell'omonima borgata di Sassari, lungo la ferrovia Ozieri Chilivani-Porto Torres Marittima.

## Storia
La fermata fu realizzata ed aperta al traffico negli anni settanta dell'Ottocento ad opera della Compagnia Reale delle Ferrovie Sarde, che nella prima metà di quel decennio aveva realizzato anche la linea ferroviaria tra Porto Torres e Chilivani, di cui fu anche la prima concessionaria. L'impianto venne inaugurato insieme al tronco tra Sassari ed il porto turritano, il 9 aprile 1872.
Passata alla gestione delle Ferrovie dello Stato nel 1920, la fermata restò in uso sino al 1961, quando fu disabilitata al servizio viaggiatori. Da allora permane attiva come località di servizio.

## Strutture e impianti

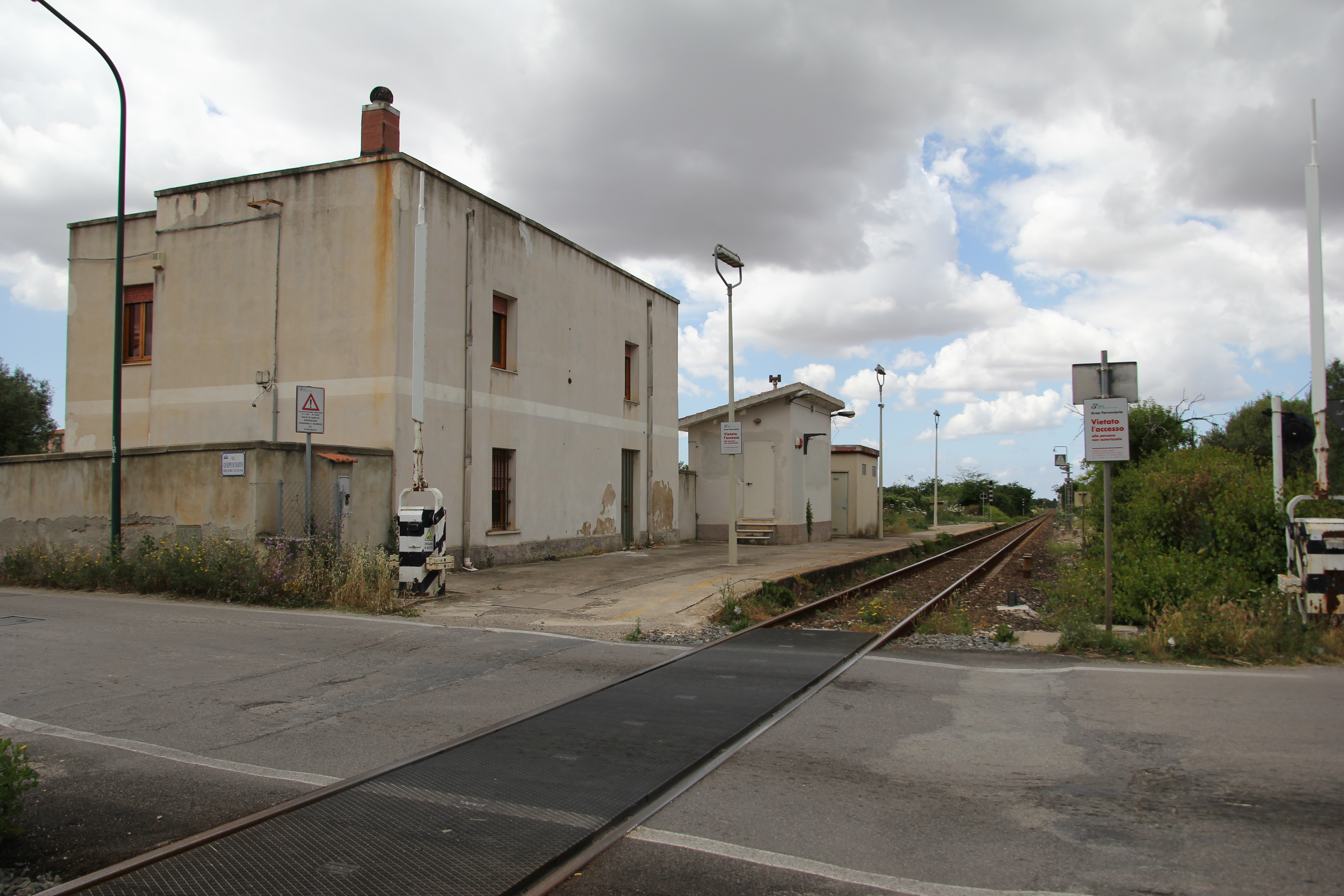
Panoramica dell'impianto: sulla sinistra i fabbricati della fermata, al centro il binario in direzione Porto Torres

La fermata di San Giorgio dispone di un singolo binario, a scartamento ordinario, affiancato da una banchina. L'impianto è inoltre dotato di un fabbricato viaggiatori (chiuso al pubblico): si tratta di una costruzione a due piani, con due luci di apertura sul lato prospiciente la ferrovia. Affiancati ad esso in direzione Porto Torres sono situati anche due piccoli edifici di servizio.

## Movimento
Lo scalo è disabilitato al servizio viaggiatori dagli anni sessanta, in precedenza vi effettuavano fermata i convogli delle Ferrovie dello Stato.